# Andrzej Adamus
Andrzej Adamus (ur. 9 września 1949 w Kaliszu, zm. 31 marca 2004 we Wrocławiu) – polski wydawca.

## Życiorys
W 1967 złożył egzamin dojrzałości w I Liceum Ogólnokształcącym im. Adama Asnyka w Kaliszu, następnie podjął studia na Wydziale Prawa i Administracji Uniwersytetu Wrocławskiego, które ukończył w 1972. Przez wiele lat związany z Wydawnictwem Dolnośląskim we Wrocławiu, którym od 1986 kierował jako dyrektor, a następnie – po prywatyzacji (1991, pierwsza w Polsce prywatyzacja wydawnictwa państwowego) jako prezes.
Pomysłodawca i inicjator książek oraz serii wydawniczych, m.in. Encyklopedia Wrocławia, Encyklopedia Dolnego Śląska, „A to Polska właśnie”, „Biblioteka klasyki” (wspólnie z Janem Stolarczykiem), „Poza horyzont”. Doprowadził do rozwoju Wrocławskie Promocje Dobrych Książek, które uczynił wiodącą imprezą księgarską na Dolnym Śląsku.
W 2000 został uhonorowany Medalem „Zasłużony dla Tolerancji”.
Zmarł nagle 31 marca 2004. Został pochowany 7 kwietnia 2004 na cmentarzu Grabiszyńskim we Wrocławiu (pole 9 rząd 12 grób 456).